# Tenay
Tenay ist eine französische Gemeinde mit 1024 Einwohnern (Stand 1. Januar 2022) im Département Ain in der Region Auvergne-Rhône-Alpes. Sie gehört zum Kanton Plateau d’Hauteville und zum Arrondissement Belley.

## Geographie
Tenay liegt auf 367 m im Süden des französischen Jura in der Landschaft Bugey, 23 Kilometer nordwestlich der Stadt Belley und etwa 55 Kilometer östlich von Lyon (Luftlinie). Nachbargemeinden von Tenay sind  Évosges und Chaley im Norden, Plateau d’Hauteville im Osten, La Burbanche und Arandas im Süden sowie Argis im Westen.
Das Dorf liegt am Boden eines der Jura-Quertäler, der Cluse des Hôpitaux. Es erstreckt sich zu beiden Seiten der Albarine, die an dieser Stelle aus einem schluchtartig eingeschnittenen Seitental (Reculée) austritt und in der Cluse des Hôpitaux nach Westen weiterfließt. Das 13,12 km² große Gemeindegebiet umfasst das untere Ende dieser Reculée und einen Abschnitt der Cluse des Hôpitaux, wobei die östliche Gemeindegrenze streng der oberen Abbruchkante folgt, die die Hochebene von Hauteville begrenzt. Die bewaldete, von Felswänden durchzogene Talflanke ragt an dieser Seite bis zu 600 m über dem Talboden empor und bildet den höchsten Punkt des Gemeindebodens.
Zu Tenay gehören neben dem eigentlichen Ort zwei weitere Weiler:
- Malix (420–500 m) etwa 100 m oberhalb der Albarine,
- Le Chanay (741 m) auf dem vergleichsweise sanft ansteigenden Hang nördlich von Tenay.

## Geschichte
In der Höhle grotte de Treffiez in der östlichen Talflanke haben Ausgrabungen während der 1950er und 1960er Jahre eine kontinuierliche Schichtabfolge vorgefunden mit Artefakten von der Römerzeit bis zurück in die Latènezeit.
Tenay wurde im Jahr 1130 erstmals urkundlich erwähnt als Teil der Ländereien der mächtigen Benediktinerabtei Saint-Rambert. Ihr 1576 zur Markgrafschaft erhobenes Gebiet gelangte mit dem Vertrag von Lyon 1601 an Frankreich.
Der Anschluss an das Eisenbahnnetz im Jahr 1857 über die Bahnstrecke Lyon–Genève, die durch die Cluse des Hôpitaux führt, ermöglichte eine schnelle Industrialisierung und bewirkte eine Verdreifachung der Bevölkerung innerhalb weniger Jahrzehnte. Es entstanden vor allem Textilfabriken und Bleichereien. Auf dem Höhepunkt der Entwicklung begann 1909 der Bau einer Trambahn von Tenay nach Hauteville, deren Strecke an der Westflanke der Reculée de l’Albarine entlangführen sollte und für die 18 aufeinanderfolgende Tunnel gegraben wurden. Die Arbeiten wurden jedoch mit dem Beginn des Ersten Weltkrieges unterbrochen und 1936 endgültig eingestellt, ohne dass jemals eine Bahn die Strecke befuhr.

## Bevölkerungsentwicklung
| Jahr                       | 1962 | 1968 | 1975 | 1982 | 1990 | 1999 | 2006 | 2013 | 2021 |
| Einwohner                  | 2132 | 1993 | 1715 | 1571 | 1356 | 1086 | 1100 | 1067 | 1013 |
| Quellen: Cassini und INSEE |      |      |      |      |      |      |      |      |      |

Mit 1024 Einwohnern (Stand 1. Januar 2022) gehört Tenay zu den kleineren Gemeinden des Départements Ain. Nachdem die Einwohnerzahl während des gesamten 20. Jahrhunderts kontinuierlich abgenommen hatte (1901 wurden noch 3770 Einwohner gezählt), stagniert sie seit 2000. Die Ortsbewohner von Tenay heißen auf Französisch Tenaysien(ne)s.

## Sehenswürdigkeiten
Die Pfarrkirche Saint-André stammt aus dem 19. Jahrhundert. Bereits die Topographie der engen Cluse des Hôpitaux bietet eine Sehenswürdigkeit, die sich von verschiedenen Ausblicken entlang der hoch aufragenden Talränder präsentiert. Die ehemalige Trambahnstrecke ist heute als Wanderweg zugänglich.
Eine 2013 eingerichtete Via Ferrata durchquert eine mehrere hundert Meter breite Steilwand oberhalb des Ortsteils la Guinguette.

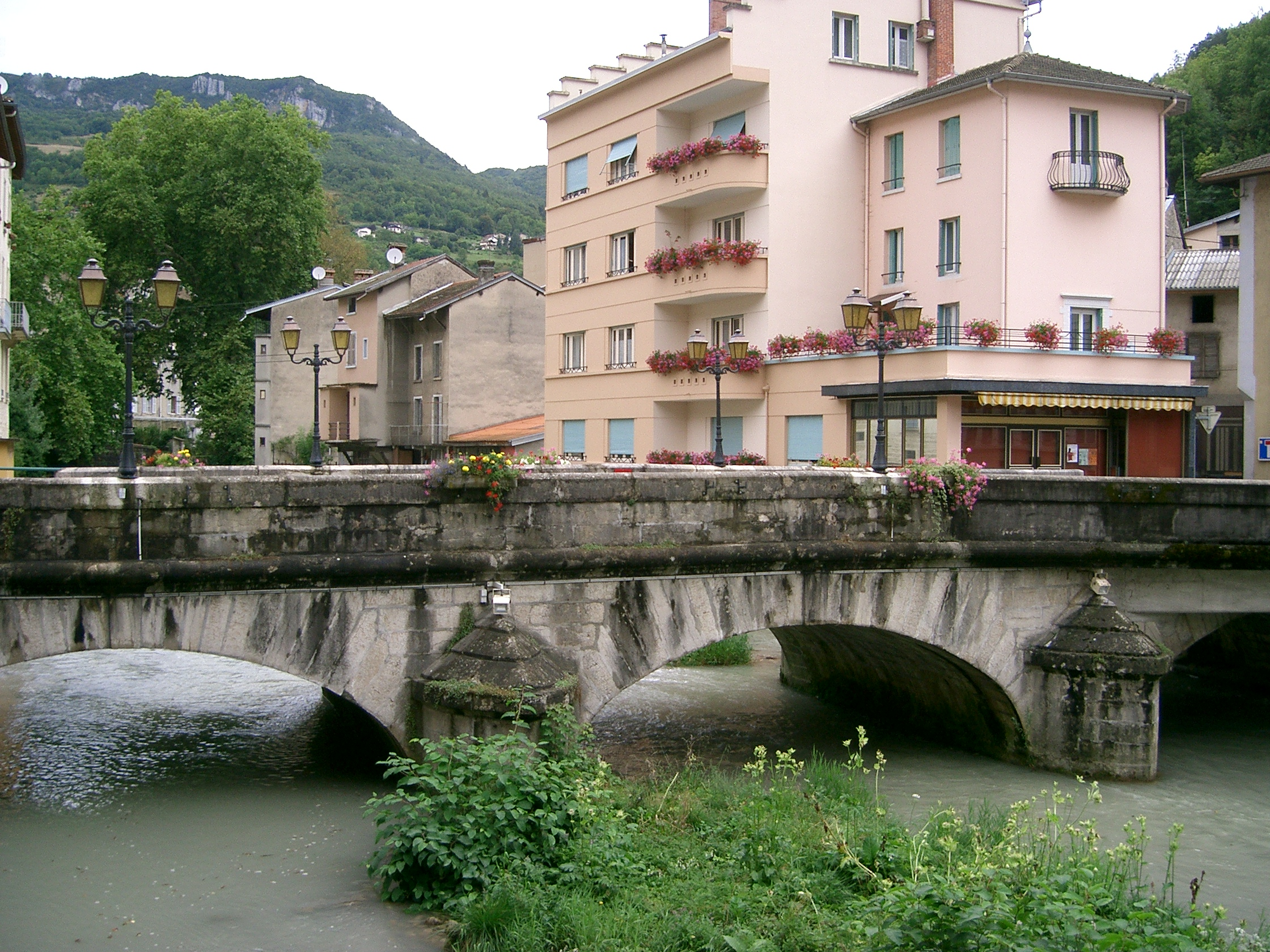
Brücke über die Albarine
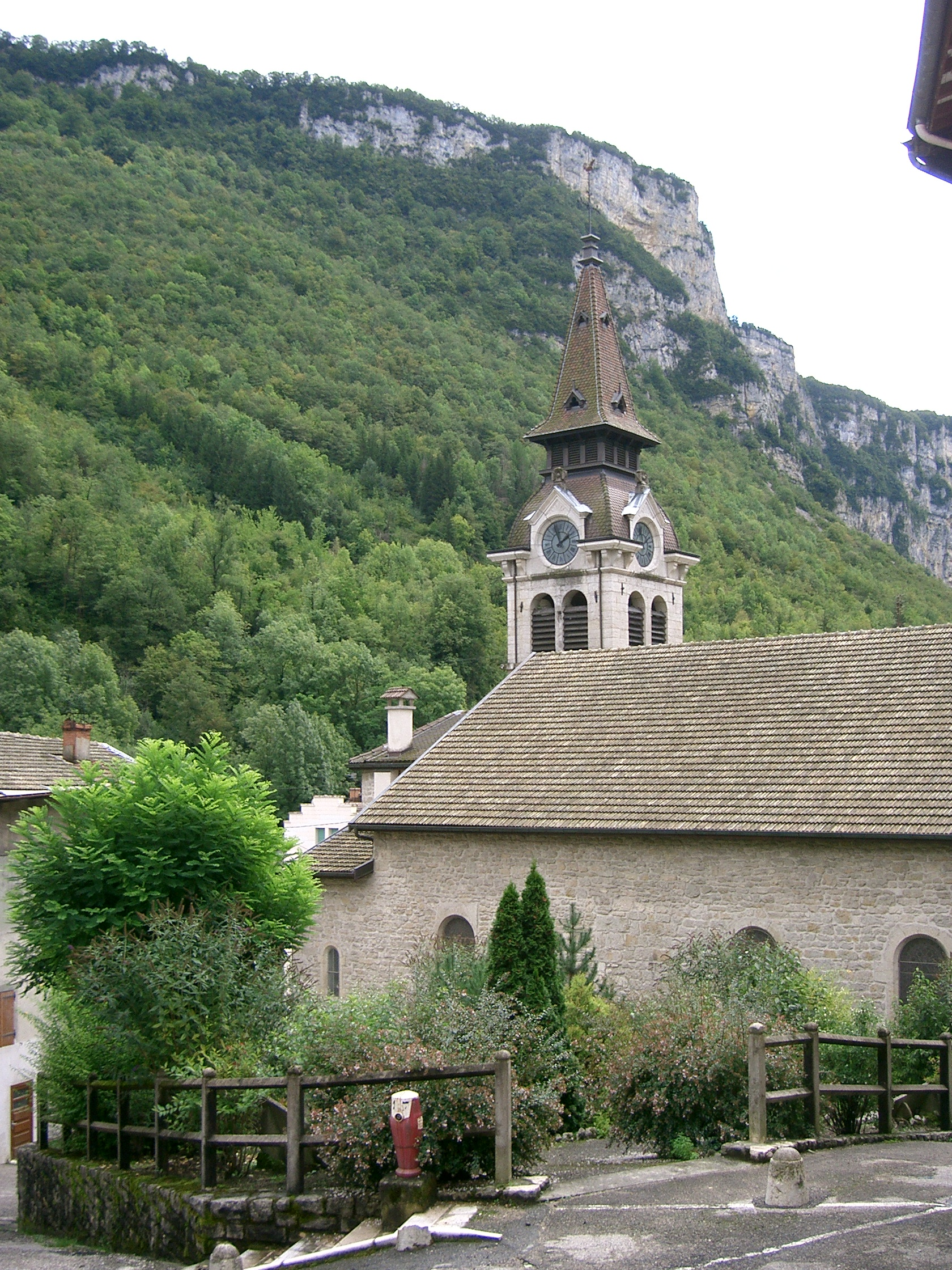
Kirche Saint-André
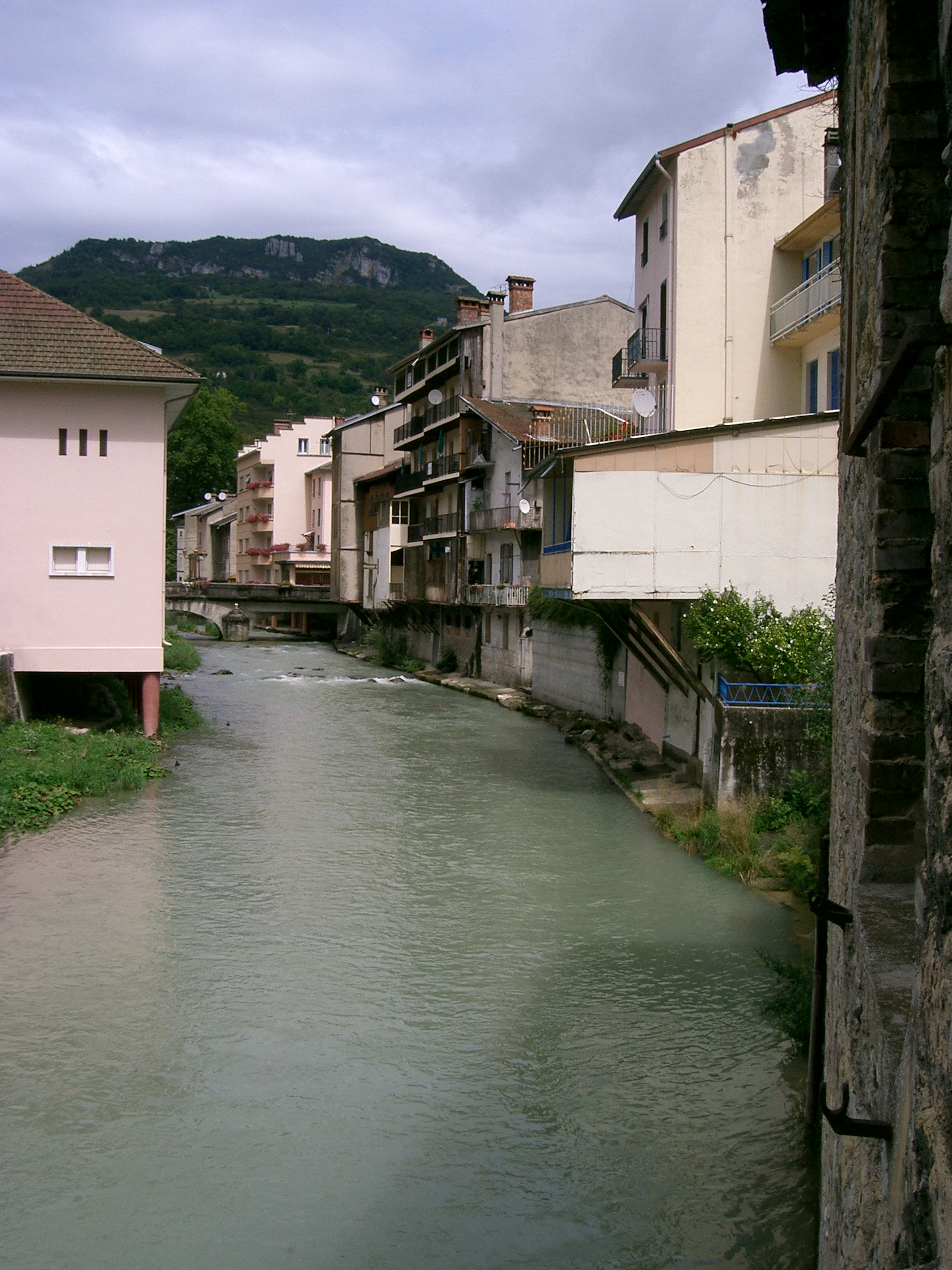
Die Albarine bei Tenay
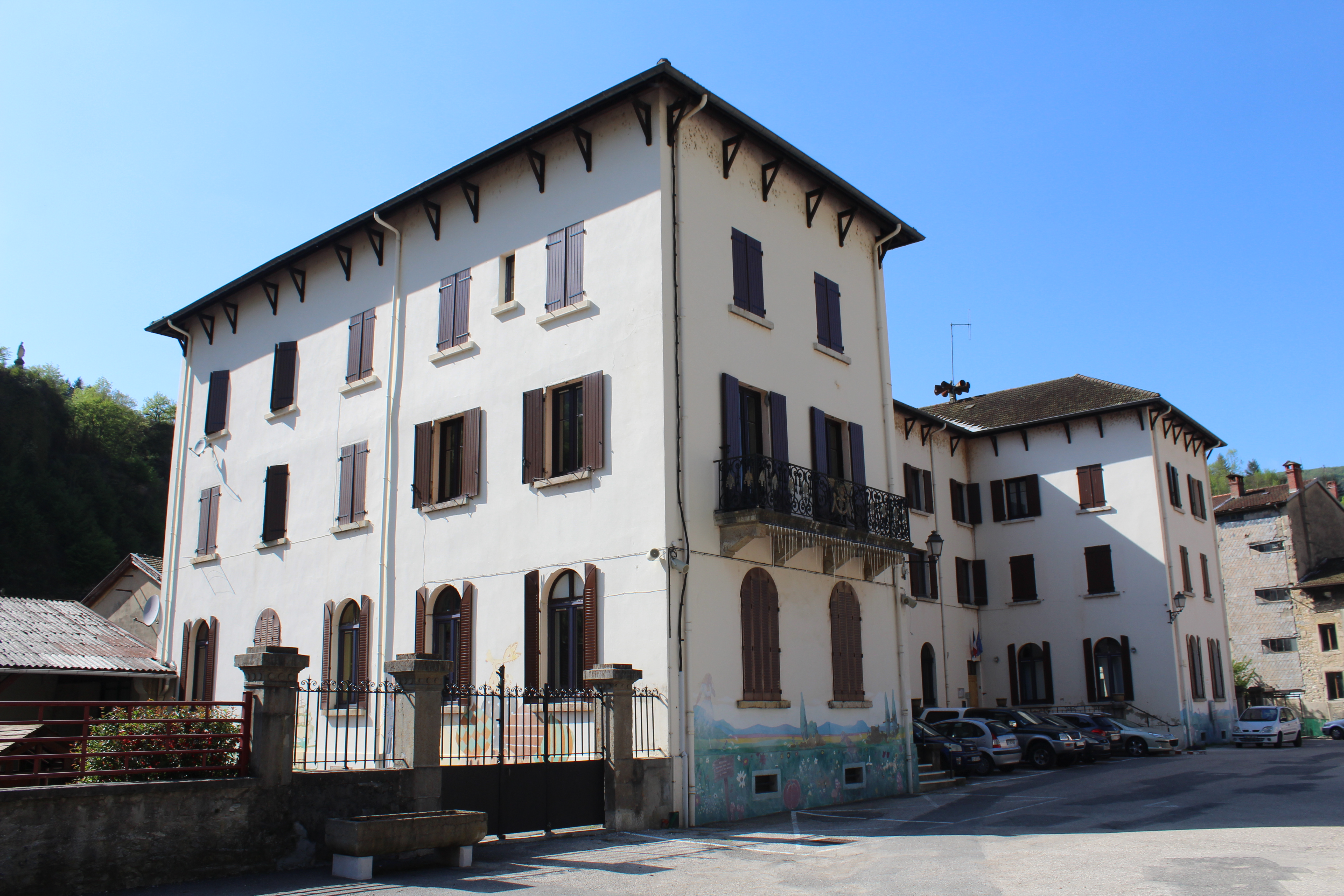
Rathaus (mairie)
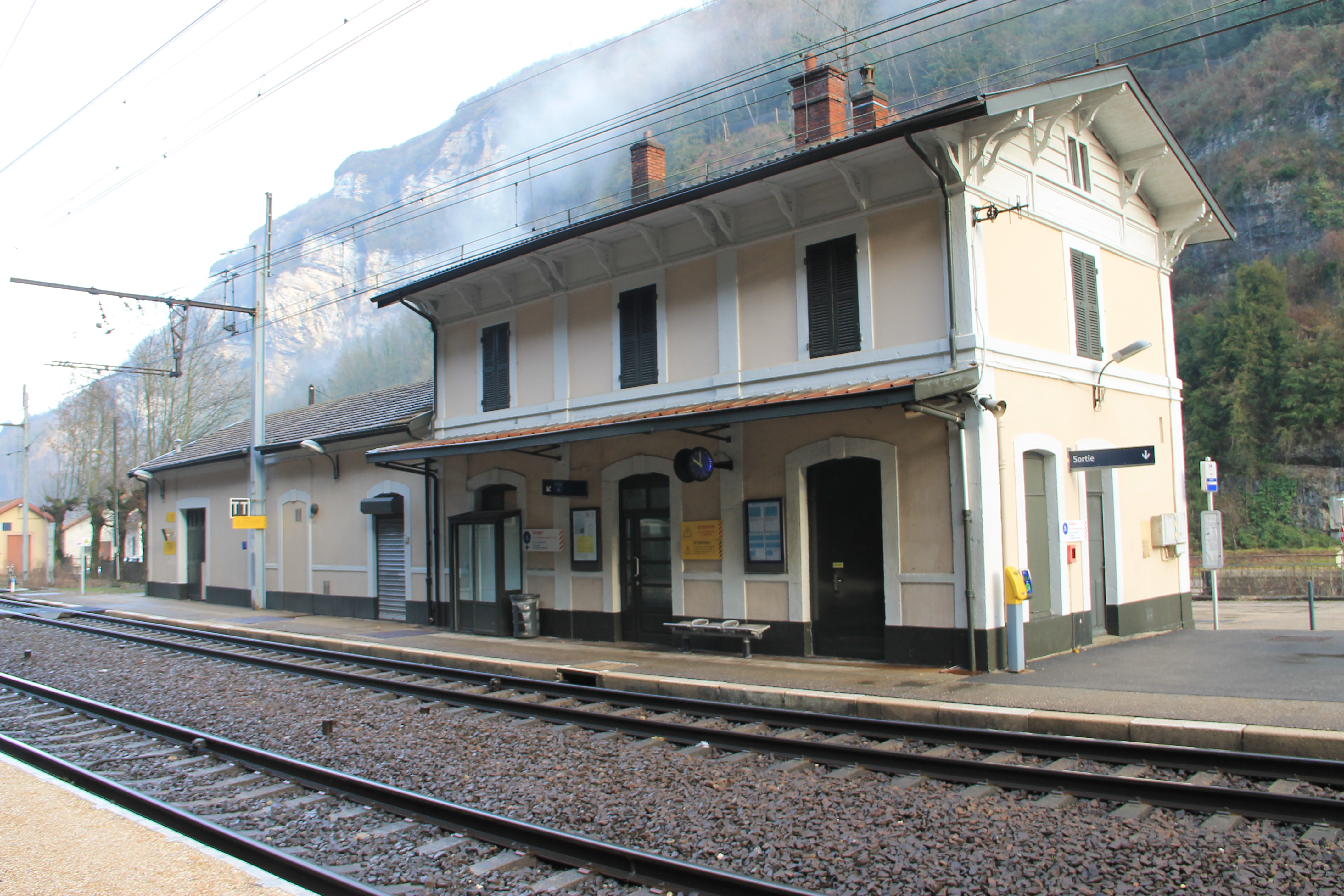
Bahnhof Tenay-Hauteville
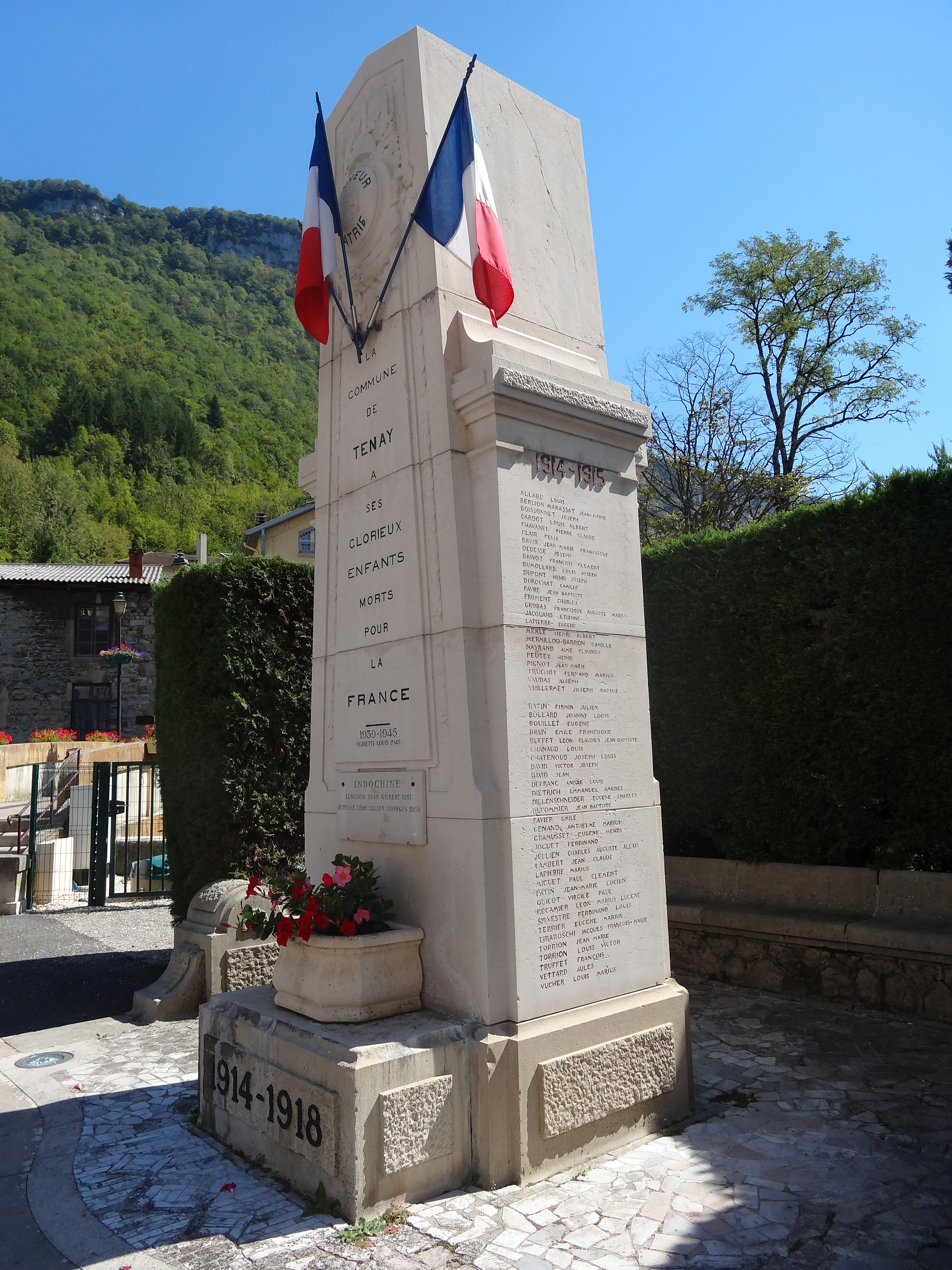
Gefallenendenkmal

## Wirtschaft und Infrastruktur
Tenay ist trotz seiner etwas abgeschiedenen Lage im ländlichen Bugey ein industriell geprägtes Dorf mit mehreren Fabrikgebäuden entlang des engen Talbodens. Etwa ein Drittel der Einwohner arbeitet im Ort selbst, der größte Arbeitgeber ist Présentoir Seiller, ein Hersteller von Supermarktregalen und Verkaufsständern. Ein regionales Pflegeheim bietet ebenfalls Arbeitsplätze. Die Landwirtschaft hat dagegen aufgrund der schwierigen Topographie keine Bedeutung.
Der Ort liegt an der Departementsstraße D 1504, die durch die Cluse des Hôpitaux führt und die Stadt Ambérieu-en-Bugey mit Belley und Chambéry verbindet. Diese Durchgangsstraße umgeht den engen Ortskern, von dem aus eine Straße nach Hauteville-Lompnes durch die Schlucht der Albarine beginnt. Der Bahnhof Tenay-Hauteville an der Bahnstrecke Lyon-Genf wird von Regionalexpressen bedient. Ein Anschluss an die nächste Autobahn (A42) befindet sich in etwa 25 Kilometern Entfernung.
In Tenay befinden sich eine staatliche Vorschule (école maternelle) und eine staatliche Grundschule (école élémentaire).